# جيمس هولمز
جيمس إيجان هولمز (بالإنجليزية: James Eagan Holmes) (ولد في 13 ديسمبر 1987) المشتبه به في ارتكاب حادثة إطلاق النار عشوائي التي وقعت في 20 يوليو 2012، والذي نتج عنه قتل اثني عشر شخصاً وإصابة ثمانية وخمسين آخرين بجروح بعد أن أطلق الرصاص عشوائياً على مشاهدين كانوا يحضرون العرض الأول لفيلم باتمان في قاعة للسينما في مدينة أورورا في ولاية كولاردو الأمريكية، لم يكن لجيمس سجل جنائي معروف قبل إطلاق النار.

## الخلفية
ولد جيمس إيجان هولمز في 13 ديسمبر 1987، حيث نشأ في كاستروفيل، كاليفورنيا، حيث حضر المدرسة الابتدائية فيها، تخرج من مدرسة ويستفيو الثانوية في مرتفعات توري في عام 2006 , وصف بأنه كان منطويا على ذاته ولكنه ذكي للغاية، وفقا لراعي الكنيسة كان هولمز يرتاد باستمرار مع عائلته الكنيسة اللوثرية المحلية، وفي تقرير الحجوزات من بعد اعتقاله، ذكرت هولمز بأنه ملحد.